# Palau de Justícia de Barcelona
El Palau de Justícia de Barcelona és un edifici aïllat que ocupa l'illa de cases delimitada pel Passeig de Lluís Companys i els carrers dels Almogàvers, de Roger de Flor i de Buenaventura Muñoz, catalogat com a Bé Cultural d'Interès Local. En l'actualitat, allotja el Tribunal Superior de Justícia de Catalunya (TSJC) i l'Audiència Provincial de Barcelona i llurs arxius i biblioteques, així com una zona de custòdia de detinguts, i sales per al cos mèdic forense, els col·legis d'advocats i procuradors, el servei de correus, l'oficina d'atenció al ciutadà i dependències dels Mossos d'Esquadra.

## Història

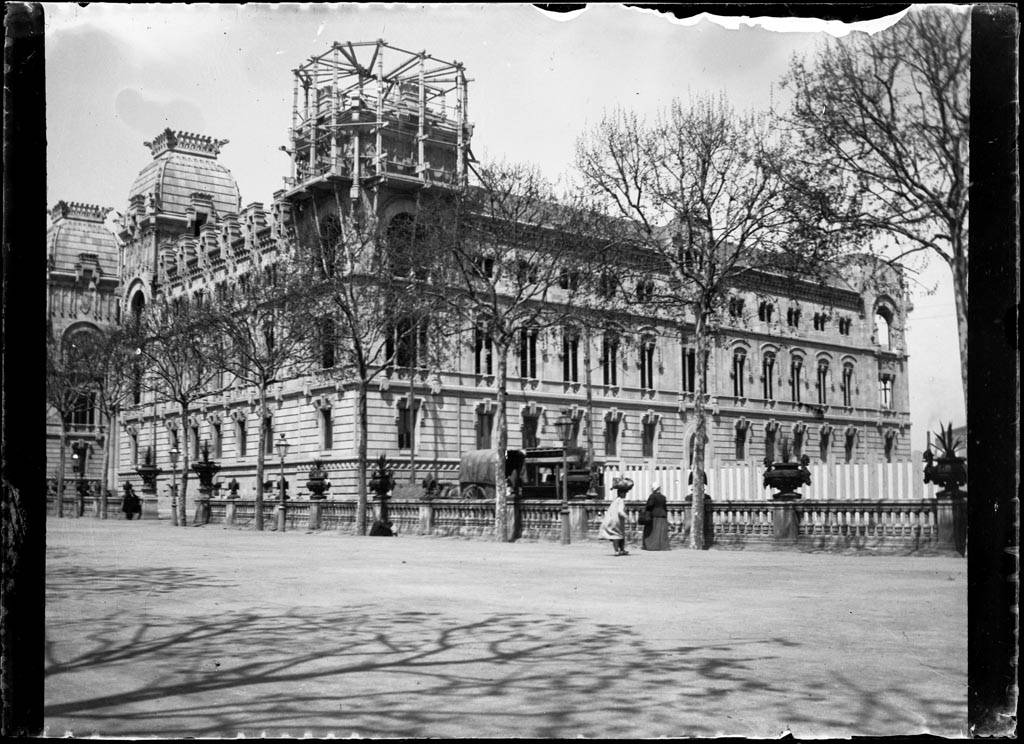
Fase final de construcció. Fotografia de Màrius Aguirre i Serrat-Calvó.

Al darrer quart del segle xix, el Ministeri de Justícia decidí dotar els jutjats de la ciutat d'una seu més àmplia i moderna que la que fins llavors havia hagut de compartir amb la Diputació Provincial, al Palau de la Generalitat. El nou Palau de Justícia s'englobà dins els treballs de reurbanització que transformaren el flanc septentrional de Barcelona en el marc de l'Exposició Universal de 1888, amb la creació del Saló de Sant Joan (actualment Passeig de Lluís Companys).
Projectat pel tàndem de joves arquitectes Josep Domènech i Estapà i Enric Sagnier i Villavecchia, les obres s'iniciaren el 1887 i es conclogueren el 1898. Tanmateix, l'edifici no seria inaugurat fins l'11 de juny de 1908 i, les obres van continuar durant set anys més, donant-se per acabades definitivament l'any 1915. Durant els primers anys del segle xx, coincidint amb un període de grans dificultats econòmiques, el ritme s'alentí considerablement i, com a conseqüència, l'acabament es va allargar molt més temps del previst.
Durant els primers anys, la planta baixa del palau allotjà el Jutjat de Guàrdia, el Tribunal Industrial, el Despatx d'Afers Civils, les dependències dels col·legis d'Escrivans i de Procuradors, la sala de subhastes, la sala de metges forenses, el saló de notificacions i el local de la Guàrdia Civil. La resta de plantes allotjava les dependències de l'Audiència de Barcelona: a la primera planta hi havia les sales del criminal i el civil, la biblioteca, la sala de togues, el Tribunal Contenciós Administratiu, la capella, els apartaments del president de l'Audiència, les oficines de la fiscalia, la secretaria, la Junta Local de Presons i dependències per advocats, procuradors i premsa. A la segona planta hi havia l'arxiu de l'Audiència, els apartaments del Fiscal, i les dependències del secretari, el major dels porters i dels agutzirs.
L'any 1925, durant la Dictadura de Primo de Rivera, l'edifici visqué la primera reforma. L'any 1966, va alleugerir la seva saturació amb la construcció d'un nou edifici per al partit judicial de Barcelona, situat a la confluència dels Passeigs de Lluís Companys i de Pujades. Aquest procés d'ampliació es completà l'any 2009 amb el trasllat dels jutjats de primera instància i d'instrucció civil i penal i la fiscalia a la nova Ciutat de la Justícia a l'Hospitalet de Llobregat, dissenyada per l'arquitecte britànic David Chipperfield i l'estudi d'arquitectura b720.
Entre 2009 i 2012, els arquitectes Carles Buxadé i Joan Margarit s'encarregaren de la restauració de les façanes, les cobertes i el vestíbul.

## Descripció
Comprèn semisoterrani, tres plantes i coberta a doble vessant. Aquest edifici d'estil eclèctic i de marcat caràcter monumental s'estructura de la següent manera: dos cossos rectangulars flanquejats per torres angulars i amb dos patis interiors cada un, units per un cos central que conté el vestíbul d'accés i la sala de plens de l'Audiència. Es tracta d'un edifici de caràcter grandiloqüent, amb una disposició marcadament simètrica i que dialoga perfectament amb el Passeig de Lluís Companys, que li fa de vestíbul.

Les façanes destaquen per llur riquesa volumètrica i ornamental i llur configuració material, ja que estan íntegrament realitzades en pedra de Montjuïc. El semisoterrani s'obre al carrer per mitjà de finestres emmarcades amb grans carreus encoixinats que destaquen damunt d'un mur llis que configura el basament de l'edifici. Sobre aquest basament s'hi obren els finestrals de la planta baixa, emmarcats amb muntants motllurats i llindes esculpides amb flors i escuts que presenten les quatre barres i la creu de Sant Jordi. La primera planta presenta balcons ampitadors amb baranes de pedra en forma de rams de flors i partits per un mainell en forma de columna jònica que sosté llur llinda. Aquesta llinda presenta uns dracs alats tancats per un potent guardapols en forma d'arc escarser motllurat i amb decoracions vegetals. La segona planta s'obre per mitjà de finestres quadrangulars amb un robust mainell i llindes i brancals motllurats.

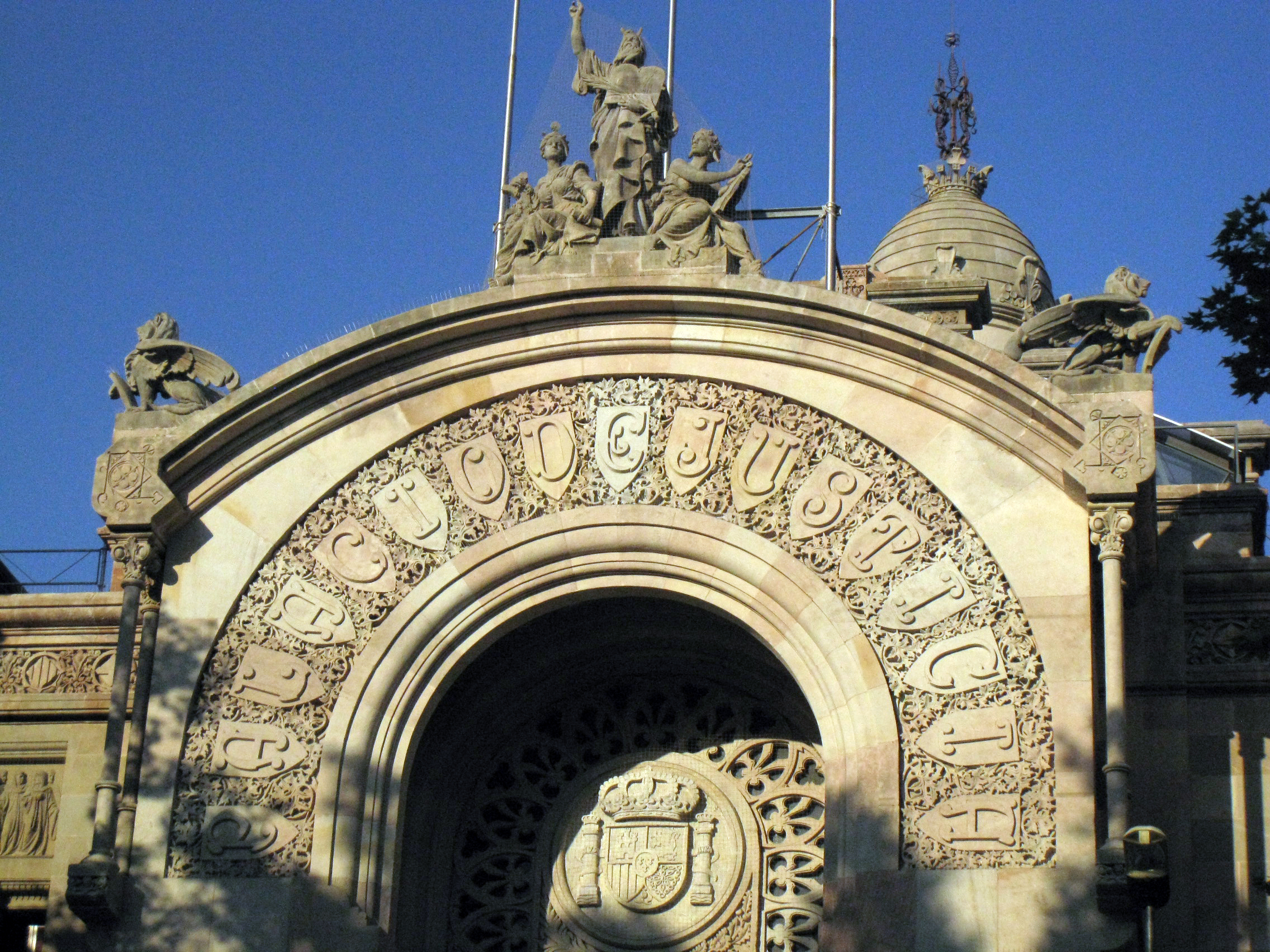
Coronament del frontispici, amb el grup escultòric d'Agustí Querol Moisès amb les Taules de la Llei

El programa decoratiu de l'exterior del palau consta de 48 escultures exemptes que configuren una galeria d'importants jurisconsults de la història, 22 relleus que representen grans fets històrics relacionats amb la justícia, i una gran figura de 4 metres que representa la Justícia, d'Andreu Aleu. Foren realitzats per Josep Llimona i Bruguera, Torquat Tasso i Nadal, Josep Reynés i Gurguí, Antoni Vilanova i March, Manuel Fuxà i Leal i Pere Carbonell i Huguet (que ja havien treballat junts en la decoració del veí Arc de Triomf), junt amb Rafael Atché i Ferré.
En els angles dels dos cossos principals, la primera planta presenta balcons ampitadors de majors dimensions sostinguts per dos mainells i amb llurs sobreportes ornades amb relleus escultòrics. A sobre hi ha uns grans arcs peraltats que contenen grans òculs ornats amb traceries i que acullen els escuts caironats de les quatre províncies de Catalunya. Coronant aquests angles hi ha un total de vuit torres ornades amb traceries cegues de caràcter gotitzant, amb columnes volades i dracs en les cantonades i rematades per una coberta bombada coronada de volutes i parallams d'inspiració vegetal.
El cornisament de la façana principal es presenta trencat per un seguit de falses llucanes que donen ritme a la coberta de ceràmica vidrada de color negre. El cos central, que es presenta reculat, conté tres portes d'accés: dues portes laterals de menors dimensions que la principal, totes tancades amb reixes de ferro forjat. La porta principal, que mena directament al vestíbul, es troba alçada per una escalinata i emmarcada per un gran arc peraltat que reposa sobre dues parelles de columnes jòniques. Aquest arc presenta llurs dovelles ornades amb relleus vegetals i la inscripció «Palacio de Justicia» i acull un frontó circular amb l'escut constitucional d'Espanya. Aquest pòrtic queda rematat per un gran arc escarser amb acroteris en forma de dracs i coronat per un grup escultòric d'Agustí Querol (Moisès amb les Taules de la Llei).

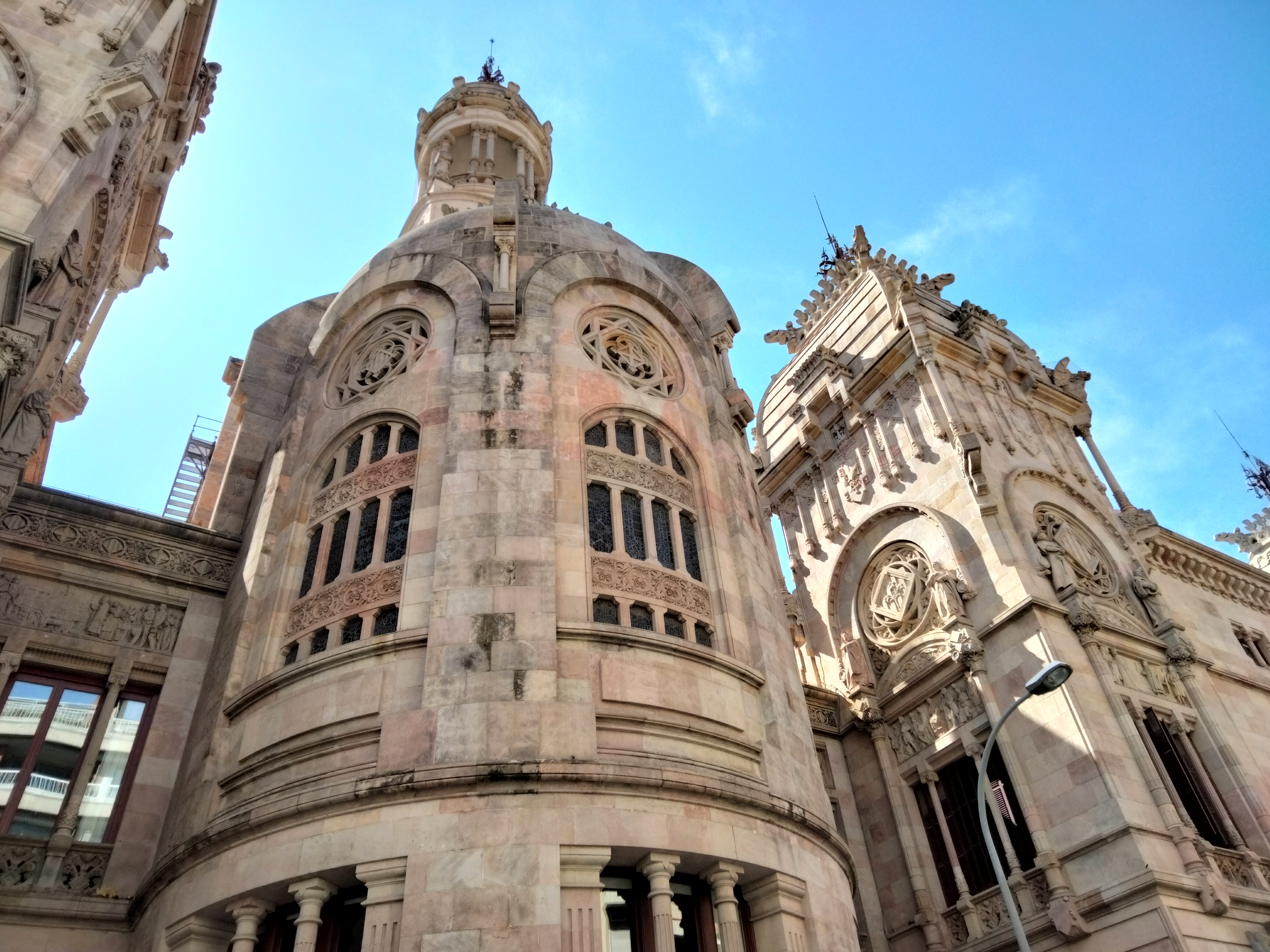
Absis de l'antiga capella, al carrer de Roger de Flor

Aquest mateix cos central destaca, en la seva façana posterior, per la presència de l'absis de l'antiga capella de palau, actual sala de l'audiència. Aquest absis presenta forma semicircular i està perforat per grans finestrals verticals i rosasses. Està cobert per una mitja cúpula de pedra que serveix de basament al llanternó que dona llum a l'interior, consistent en un templet circular sostingut per parelles de columnes corínties.

Pel que fa l'interior, l'edifici presenta també una gran riquesa ornamental, a base de pintures murals, tapissos, mosaics i vitralls. En aquest ampli programa decoratiu hi participaren Josep Maria Sert i Badia, Enric Simonet i Lombardo, Charles Collet Colomb i el mateix Josep Llimona en la seva faceta de pintor. Els vitralls foren realitzats per la casa Rigalt i Granell i la casa francesa Meaujean. Entre aquests interiors cal destacar dos grans espais: el vestíbul i el Saló de Passos Perduts.

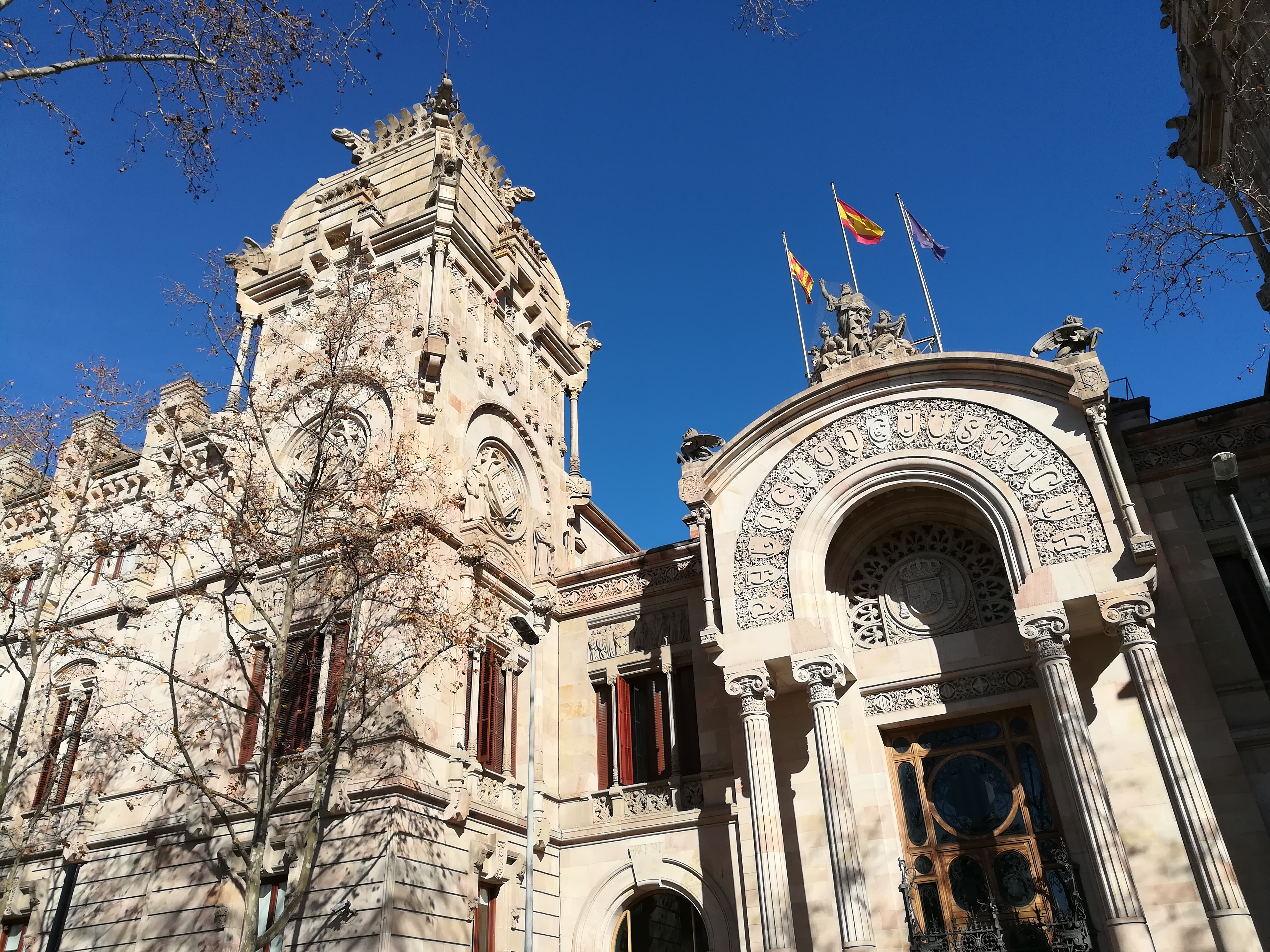
Portal principal, al passeig de Lluís Companys

El vestíbul principal abraça la planta baixa i el primer pis en un gran espai de doble alçada. Els terres són revestits de marbre gris i els murs són totalment fets de pedra. Dos grans arcs escarsers sostinguts per columnes de capitell floral donen accés, a banda i banda, als dos cossos laterals. Al bell mig del vestíbul hi arrenca la gran escala de tipus imperial i amb barana de pedra que condueix a les galeries del primer pis. Aquestes s'aboquen a l'espai centralitzat del vestíbul per mitjà de parelles d'esveltes columnes que sostenen arcs de mig punt. En els seus carcanyols, aquests arcs acullen la complexa estructura metàl·lica que serveix d'esquelet a una gran claraboia de vitralls de colors que mostren els escuts de les quatre províncies de Catalunya. El mur del fons, que separa el vestíbul i el Saló de Passos Perduts, està perforat amb tres grans finestrals de vidre esmerilat i un gran rellotge envoltat de corones de llorer fetes d'estuc daurat.
El Saló de Passos Perduts està concebut com una planta basilical, configurat per tres naus separades amb columnes de pòrfir de capitell floral i cobert amb volta de canó sostinguda per arcs torals de ferro. Els murs són ornats amb composicions pictòriques a l'oli sobre tela realitzades pel jove pintor Josep Maria Sert, inspirat pel pintor del settecento Giambattista Tiepolo. Sobre el triple finestral orientat al vestíbul, Sert va pintar dues composicions que representen el Temps i les Parques. Sobre el portal de l'antiga Capella hi pintà un medalló que representa la Justícia entronitzada assistida per un geni alat. Als brancals de la porta hi ha, a banda i banda, una composició amb Sant Jordi i la Princesa a l'esquerra i Judit i Holofernes a mà dreta. A cada costat, al voltant de les galeries que rodegen els patis rectangulars, es disposen les diverses dependències dels jutjats i els seus espais d'administració.

### Personalitats esculpides a les façanes
A les quatre façanes del Palau s'hi poden contemplar 47 estàtues pedestres de juristes, majoritàriament catalans, que han estat rellevants per a la història del dret català i espanyol. Aquestes són:

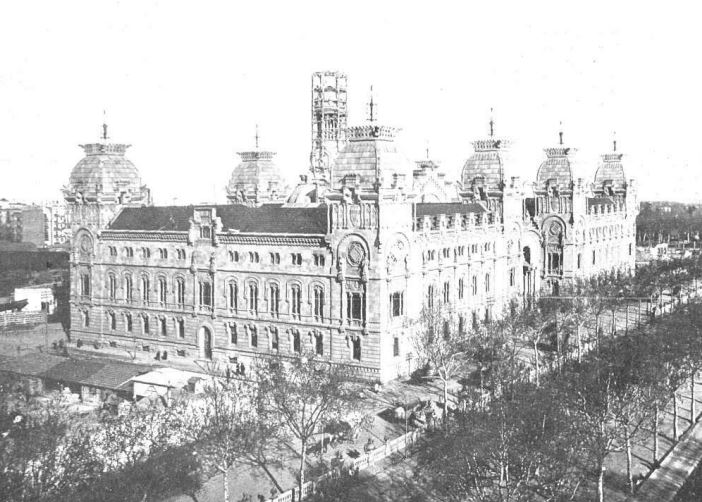
El Palau el 1908

##### Façana del passeig de Lluís Companys
En aquesta façana, d'esquerra a dreta, hi trobem:
1. Diego de Covarrubias (Toledo, 1512 - Madrid, 1577). Jurista castellà.
2. Pere Nolasc Vives (Barcelona, 1794 - Barcelona, 1874). Jurista català.
3. Jaume Callís (Vic, 1364 - Barcelona, 1434). Jurista català.
4. Ramon Berenguer I de Barcelona (?, 1023 - Barcelona, 1076). Jurista català.
5. Emili Papinià (Síria, 140 - Roma, 212). Jurista romà.
6. Pedro Sainz de Andino (Alcalá de los Gazules, 1786 - Madrid, 1863). Jurista espanyol.
7. Josep Finestres (Barcelona, 1688 - Montfalcó d'Ossó, 1777). Jurista català.
8. Gregorio López (Valladolid, 1547 - Valladolid, 1636). Jurista castellà.
9. Miquel de Calderó (Barcelona, ? - Barcelona, 1705). Jurista català.
10. Pedro Gómez de la Serna (Maó, 1806 - Madrid, 1871). Jurista espanyol.
11. Lorenzo Arrazola (Checa, 1795 - Madrid, 1873). Jurista espanyol.
12. Sant Ramon de Penyafort (Santa Margarida i els Monjos, 1180 - Barcelona, 1275). Jurista català.
13. Pere d'Amigant (Manresa, 1645 - Pamplona, 1707). Jurista català.
14. Paulus de Castro (Castro, ca. 1360 - Siena, 1441). Jurista italià.
15. José Moñino, I comte de Floridablanca (Múrcia, 1728 - Sevilla, 1808). Jurista espanyol.
16. Bonifaci VIII de Roma (Anagni, ca. 1235 - Roma, 1303). Jurista italià.
17. Gabriel Berard (Barcelona, ? - Barcelona, 1640). Jurista català.
18. Justinià I de Constantinoble (Taurèsium, 482 - Constantinoble, 565). Jurista romà.
19. Marc Tul·li Ciceró (Arpinum, 106 aC - Formia, 43 aC). Jurista romà.
20. Sant Isidor de Sevilla (Cartagena, ca. 560 - Sevilla, 636). Jurista visigot.
21. Gaspar Melchor de Jovellanos (Gijón, 1744 - Puerto de Vega, 1811). Jurista espanyol.
22. Francesc Ferrer (?, ca. 1572 - ?, ?). Jurista català.
23. Lluís de Peguera (Manresa, 1540 - el Bruc, 1610). Jurista català.

##### Façana del carrer de Buenaventura Muñoz
En aquesta façana, d'esquerra a dreta, hi trobem:
1. Jacobo Ruiz (?, ca. 1220 - Múrcia, 1294). Jurista de la Cort de Castella.
2. Gregori Maians (Oliva, 1699 - València, 1781). Jurista valencià.
3. Francisco Jiménez de Cisneros (Torrelaguna, 1436 - Roa, 1517). Jurista castellà.
4. Alfons X de Castella (Toledo, 1221 - Sevilla, 1284). Jurista castellà.
5. Jaume Càncer (Barbastre, 1559 - Barcelona, 1631). Jurista català.
6. Acaci Antoni de Ripoll (?, ca. 1578 - ?, ca. 1660). Jurista català.

##### Façana del carrer de Roger de Flor
En aquesta façana, d'esquerra a dreta, hi trobem:
1. Antoni Oliva (Porta, 1534 - Barcelona, 1604). Jurista català.
2. Josep Mont-ras (s. XVII). Jurista català.
3. Miquel Ferrer (Saragossa, 1526 - Barcelona, ?). Jurista català.
4. Vidal de Canyelles (Canyelles, 1190? - Osca, post 1252). Jurista català.
5. Tomàs Mieres (Girona, 1400 - Barcelona, 1474). Jurista català.
6. Manuel Alonso (Burgos, 1827 - Madrid, 1891). Jurista espanyol.
7. Pare Bonaventura de Tristany (Barcelona, s. XVII - Barcelona, 1714). Jurista català.
8. Roldán (s. XIII). Jurista de la Cort de Castella.
9. Antoni de Ros (Perpinyà, s. XVI - Perpinyà, s. XVI). Jurista català.
10. Joan Pere Fontanella (Olot, 1575 - Perpinyà, 1649). Jurista català.
11. Pedro Rodríguez de Campomanes, I comte de Campomanes (Tinéu, 1723 - Madrid, 1802). Jurista espanyol.
12. Tribonià (Pamfília, 475 - Constantinoble, 542). Jurista romà.

##### Façana del carrer dels Almogàvers
En aquesta façana, d'esquerra a dreta, hi trobem:
1. Jaume Marquilles (Barcelona, ca. 1368 - ?, ca. 1451). Jurista català.
2. Alonso María Acevedo (Sevilla, 1737 - Sevilla, 1798). Jurista espanyol.
3. Antoni Agustí (Saragossa, 1517 - Tarragona, 1586). Jurista català.
4. Miquel de Cortiada (Lleida, ? - Barcelona, 1691). Jurista català.
5. Joan XXII de Roma (Caors, 1249 - Avinyó, 1334). Jurista occità.
6. Joaquín Francisco Pacheco (Écija, 1808 - Madrid, 1865). Jurista espanyol.

### Al·legories de les façanes
A les quatre façanes del Palau hi ha 22 relleus al·legòrics que representen esdeveniments cabdals en la història del dret català. Aquests són:

##### Façana del passeig de Lluís Companys
En aquesta façana, d'esquerra a dreta, hi trobem:
1. L'arribada de Colom a Barcelona després del descobriment d'Amèrica, obra de Pere Carbonell.
2. La col·locació de la primera pedra del Palau de Justícia, obra de Manuel Foixà.
3. Les Corts Catalanes, obra de Pere Carbonell.
4. El Consell de Cent, obra d'Agapit Vallmitjana.
5. Alfons X el Savi i Las Siete Partidas, obra de Venanci Vallmitjana.
6. Jaume I el Conqueridor, obra de Rafael Atxer.
7. El Justícia d'Aragó, obra de Torquat Tasso.
8. El dret canònic, obra de Josep Llimona.

##### Façana del carrer de Buenaventura Muñoz
En aquesta façana, d'esquerra a dreta, hi trobem:
1. El dret romà, obra de Josep Llimona.
2. L'Exposició Universal de 1888, obra de Rafael Atxer.
3. Els gremis catalans, obra d'Eduard Alentorn.

##### Façana del carrer de Roger de Flor
En aquesta façana, d'esquerra a dreta, hi trobem:
1. El Tribunal de Comerç, obra de Rafael Atxer.
2. La Generalitat de Catalunya, obra de Rafael Atxer.
3. Els furs catalans, obra de Manuel Foixà.
4. La inauguració del primer ferrocarril d'Espanya, de Barcelona a Mataró, obra de Francesc Pagès.
5. La Reial Audiència de Catalunya, obra de Miquel Blay.
6. Els grans juristes, obra d'Eduard Alentorn.
7. La concessió del privilegi Recognoverunt proceres, obra de Pere Carbonell.
8. Les Ordinacions d'en Sanctacília, obra de Torquat Tasso.

##### Façana del carrer dels Almogàvers
1. El Consolat de Mar, obra de Manuel Foixà.
2. El Tribunal de les Aigües de València, obra de Torquat Tasso.
3. Jaume I sanciona els Usatges, obra d'Eduard Alentorn.